# Museo d'arte di Poltava
Il Museo d'arte di Poltava (in ucraino Полтавський художній музей?, Polatvs'kyj chudožnij muzej; in russo Полтавский художественный музей?, Poltavskij chidožestvennyj muzej) è un museo dedicato a pittura, grafica, scultura e arti decorative e applicate che si trova a Poltava nella omonima oblast' dell'Ucraina.

## Storia

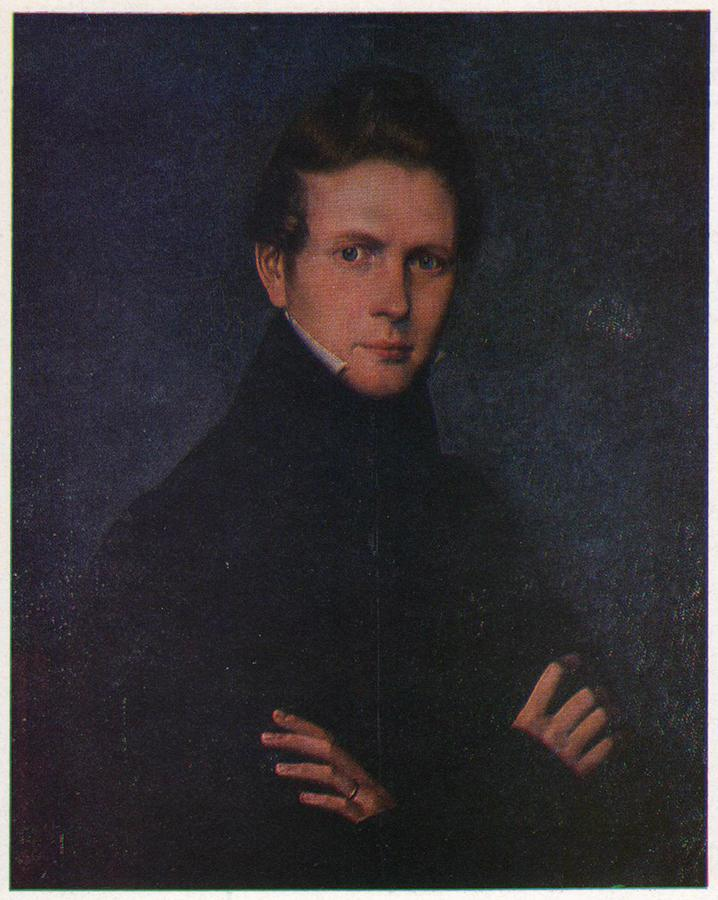
Uno dei dipinti esposti

La nascita del museo risale al 1917 quando la vedova di Nikolaj Aleksandrovič Jarošenko, che era nato a Poltava, donò più di 100 dipinti e 23 taccuini dell'artista. Tra le opere donate vi furono anche quelle di amici e colleghi: Ivan Ivanovič Šiškin, Vasilij Dmitrievič Polenov, Vladimir Egorovič Makovskij, Il'ja Efimovič Repin e Vasilij Maksimovič Maksimov.
Ufficialmente l'apertura al pubblico vi fu il 27 aprile 1919. Durante l'occupazione nazista quasi tutto andò disperso o distrutto, anche opere di artisti dell'Europa occidentale. A guerra non ancora conclusa, nel 1944, il museo riaprì, e nel 1951 l'edificio restaurato cominciò ad ospitare, nuovamente, le opere che si erano recuperate.

## Descrizione
Nella sede di via Europea a Poltava sono esposte opere di artisti dell'Europa occidentale (come Lucas Cranach il Giovane, Clara Peeters, Marcello Bacciarelli, Jean-Baptiste Greuze e Francesco Guardi) e lavori di artisti ucraini e russi (come Isaak Il'ič Levitan, Il'ja Efimovič Repin, Ivan Ivanovič Šiškin, Konstantin Egorovič Makovskij e altri). Le collezioni comprendono dipinti, sculture, porcellane, mobili e arredamenti liturgici che arrivano sino al XVII secolo.
I dipinti di Nikolaj Aleksandrovič Jarošenko hanno uno spazio dedicato in due sale separate.